# Gornja Gvineja
Gornja Gvineja je geografski izraz, ki se uporablja v več kontekstih. 
- Gornja Gvineja (francosko Haute-Guinée) je ena od štirih geografskih regij Republike Gvineje, ki leži vzhodno od gorovja Fouta Djallon in severno od Gozdne Gvineje in meji na Mali. Prebivalci regije so predvsem Malinke.
- V širšem smislu se izraz Gornja Gvineja nanaša na veliko nižino ki obsega vzhodno Gvinejo, Sierra Leone in Liberijo in sega v severozahodno Slonokoščeno obalo. Večina nižine je v povodju reke Niger. Je redko poseljena in dom narodnega parka Gornji Niger.
- Izraz Gornja Gvineja se lahko nanaša tudi na notranji del širše gvinejske regije, ki meji na Sahel. Notranje regije Gvineje so v veliki meri opredeljene z razvodji rek, ki izvirajo iz gorovja Fouta Djallon, vključno z Nigrom, Senegalom, Falemejem in drugimi. Izraz se je med 16. in 19.  stoletjem pogosto uporabljal za opis obalne regije in z njo povezanega zaledja, s katerim so trgovali Evropejci.
- V biogeografiji se izraz Gornja Gvineja nanaša na območje tropskega deževnega gozda, ki se razteza od jugozahodne Gvineje preko Sierre Leone, Liberije, jugovzhodne Gvineje, Slonokoščene obale in jugozahodne Gane. Dahomejska vrzel, bolj suho območje Gane, Toga in Benina, kjer se gvinejski gozdno-savanski mozaik razteza do Gvinejskega zaliva, ločuje Gornjo Gvinejo od tropskih deževnih gozdov Spodnje Gvineje bolj vzhodno od nje.[1][2]  Gozdovi Gornje Gvineje so priznani tudi kot območje endemičnih ptic.[3]